# フェリックス・サモンド
フェリックス・エイドリアン・ノーマン・サモンド（英語: Felix Adrian Norman Salmond, 1888年11月19日 - 1952年2月20日）は、イギリス並びにアメリカ合衆国で成功を収めたイングランドのチェリスト、チェロ教師。名前については、日本では「サルモンド」や「ザルモンド」等の表記がみられる。

## 初期の経歴
サモンドはプロの音楽家の一家に生まれた。父はバリトン歌手、母はクララ・シューマンの下で学んだピアニストであった。12歳になったサモンドはウィリアム・ホワイトハウスから最初のチェロの手ほどきを受け始める。奨学金を獲得して引き続きホワイトハウスの指導を受けることができるようになったサモンドは、4年後にはロンドンの王立音楽アカデミーに通うことになった。19歳になってからはブリュッセル王立音楽院に赴き、エドゥアール・ジャコブの下でさらに研鑽を積んだ。1908年のデビューコンサートでは、ブリッジのピアノ三重奏曲第1番とブラームスのピアノ四重奏曲第1番を演奏した。ピアノはサモンドの母、ヴィオラはブリッジ、ヴァイオリンはモーリス・サンズ（Maurice Sons）が弾いた。この演奏会が行われたのはベヒシュタイン・ホールであり、大きな成功を収めるとともにサモンドの元に多くの契約を呼び込むことになった。その後、サモンドはイギリス中でリサイタルを開き、クイーンズ・ホール管弦楽団、ロンドン交響楽団、ハレ管弦楽団をはじめとするオーケストラと共演した。ハロルド・バウアー、ブロニスラフ・フーベルマン、ライオネル・ターティスと結成したピアノ四重奏団としてアメリカへも演奏旅行に出かけている。

## エルガーとの関わり
第一次世界大戦の勃発によりサモンドの国際的なキャリア形成は一時的に困難になったものの、戦後は室内楽奏者として名声を獲得していった。この時期の彼は、ウィグモア・ホールで行われたエルガーの弦楽四重奏曲 ホ短調並びにピアノ五重奏曲 イ短調の初演の舞台に上がっている。
サモンドによる四重奏曲の演奏を聴いたエルガーは、クイーンズ・ホールでロンドン交響楽団の演奏により行われるチェロ協奏曲の初演において、ソリストをサモンドに任せることにした。1919年10月26日の初演は悲惨な結末となった。当日の演奏会ではエルガーが自作の協奏曲を指揮する一方、残りのプログラムはロンドン交響楽団の指揮者であったアルバート・コーツが振ることになっていた。自惚れ屋のコーツは、1時間のリハーサル時間があればその45分を奏者への講釈に使うことでよく知られていた。自らのリハーサル時間を1時間も使い込まれたエルガーは、舞台外で自分の順番を待ちながら性に合わず怒りを爆発させた。深刻な準備不足の中行われた演奏は、痛烈な批判にさらされることになる。アーネスト・ニューマンは「オーケストラは惨めな姿を大衆にさらした」と述べた。エルガーは後に、もしサモンドが精力的に準備してきていなかったならば、自分はこの曲を2度と演奏会に出さなかっただろうと述べている。

## アメリカでのキャリア
1922年3月29日、サモンドはニューヨークのエオリアン・ホールにおいて、アメリカでのソロ・デビューを飾った。アメリカに居を構えた彼であったが、イングランドやヨーロッパにも演奏旅行で戻っていた。1924年にジュリアード音楽院の教員に任用されたサモンドは、その1年後にカーティス音楽院のチェロ科の学科長に就任し、この役職を1942年まで務めた。しかしながら、初演の傷が癒えなかったのか、彼はエルガーの協奏曲を講義に取り上げることもなければイングランド国外で演奏することもなかった。教師としてのサモンドはアメリカで高い評判を得ており、彼の門下からはオーランド・コール、スゼット・フォルグ・ハラシュ、バーナード・グリーンハウス、レナード・ローズ、ダニエル・ザイデンベルク、アラン・シュルマンらが巣立っている。サモンドは1924年、イグナツィ・パデレフスキ、エフレム・ジンバリストと共にピアノトリオとしてカーネギー・ホールの舞台に上がり、喝采を博した。
サモンドは同時代の作曲家であるサミュエル・バーバー、エルネスト・ブロッホ、ジョルジェ・エネスク（2作品を初演している）らの作品なども含め、幅広いチェロ音楽に関心を持っていた。彼が最後にイングランドの地を踏んだのは1947年であり、その後ニューヨークで没した。